# قورباغه هوخ‌اشتتر
قورباغه هوخ‌اشتِتِر (نام علمی: Leiopelma hochstetteri) نام یک گونه از تیره قورباغه‌های بدوی نیوزیلند است.